# Джейсонвілл (Індіана)
Джейсонвілл (англ. Jasonville) — місто (англ. city) в США, в окрузі Ґрін штату Індіана. Населення — 1983 особи (2020).

## Географія
Джейсонвілл розташований за координатами 39°9′41″ пн. ш. 87°11′59″ зх. д. / 39.16139° пн. ш. 87.19972° зх. д. (39.161476, -87.199616).  За даними Бюро перепису населення США в 2010 році місто мало площу 3,39 км², з яких 3,39 км² — суходіл та 0,00 км² — водойми.

## Демографія
Згідно з переписом 2010 року, у місті мешкали 2222 особи в 882 домогосподарствах у складі 568 родин. Густота населення становила 655 осіб/км².  Було 1022 помешкання (301/км²).
Расовий склад населення:
| - 98,1 % — білих - 0,4 % — азіатів - 0,2 % — чорних або афроамериканців - 0,1 % — корінних американців |

До двох чи більше рас належало 0,9 %. Частка іспаномовних становила 0,8 % від усіх жителів.
За віковим діапазоном населення розподілялося таким чином: 26,7 % — особи молодші 18 років, 56,2 % — особи у віці 18—64 років, 17,1 % — особи у віці 65 років та старші. Медіана віку мешканця становила 38,4 року. На 100 осіб жіночої статі у місті припадало 90,2 чоловіків;  на 100 жінок у віці від 18 років та старших — 85,0 чоловіків також старших 18 років.
Середній дохід на одне домашнє господарство  становив 39 922 долари США (медіана — 29 109), а середній дохід на одну сім'ю — 40 965 доларів (медіана — 31 029). Медіана доходів становила 41 667 доларів для чоловіків та 32 000 доларів для жінок. За межею бідності перебувало 28,4 % осіб, у тому числі 42,6 % дітей у віці до 18 років та 12,6 % осіб у віці 65 років та старших.
Цивільне працевлаштоване населення становило 819 осіб. Основні галузі зайнятості: освіта, охорона здоров'я та соціальна допомога — 22,8 %, роздрібна торгівля — 16,5 %, виробництво — 15,6 %.